# Fabien Ier de Dohna
Le comte Fabien Ier de Dohna (* 26 mai 1550 à Stuhm ; † 4 juin 1622 à Carwinden), est un officier germanique qui fut burgrave de Dohna.

## Biographie
Il fut le compagnon d'enfance d'Albert de Prusse, premier duc de Prusse, parcourut la France et l'Italie, puis entra au service de Jean-Casimir, comte palatin, qui le chargea de plusieurs missions, et lui donna plusieurs fois le commandement de corps de mercenaires envoyés au secours d'Henri IV, roi de France (1585 et 1587).
Lors de la première expédition, ses désaccords avec le duc de Bouillon entraînent la défaite des mercenaires aux batailles de Vimory et d’Auneau, face à l’armée royale française commandée par le duc de Guise.
De retour en Prusse, il reçut de l'électeur de Brandebourg, Joachim-Frédéric, le titre de grand burgrave du duché de Prusse, 1604.